# Pitcairnia macrobotrys
Pitcairnia macrobotrys är en gräsväxtart som beskrevs av Éduard-François André. Pitcairnia macrobotrys ingår i släktet Pitcairnia och familjen Bromeliaceae. Inga underarter finns listade i Catalogue of Life.